# Ekaterinburg
Ekaterinburg (în rusă: Екатеринбу́рг) este un oraș major din partea centrală a Rusiei. Orașul este așezat pe partea estică a Munților Ural și este capitala regiunii Sverdlovsk. El este centrul industrial și cultural al Districtului Federal din Ural. Orașul este al IV-lea ca mărime din Rusia, cu o populație de 1.293.537 de locuitori (2002). Între anii 1924 și 1991 orașul s-a numit Sverdlovsk, după conducătorul bolșevic Iakov Sverdlov.

## Relații internaționale

### Consulate
- American- primul consulat care eliberează vize din Urali, înființat în 1994
- Englez - înființat în 1997 drept consulat care eliberează vize
- German - consulat care eliberează vize
- Ceh - consulat general care eliberează vize
- Kârgâz- consulat general
- Bulgar- consulat general
- Chinez- consulat general

### Orașe înfrățite
- - Plzeň, Cehia
- - San Jose, California, S.U.A., din 1992
- - Guangzhou, China, din 10 iulie 2002
- - Genova, Italia

## Personalități marcante
- Serghei Vonsovski (1910–1998), fizician proeminent
- Vladimir Kurocikin (1922–2002), producător de comedii muzicale și de operă.
- Nicolai Krasovski (1924–2012), matematician proeminent
- Boris Elțin (1931–2007), Primul președinte al Federației Ruse
- Eduard Lazarev (1935–2008), compozitor
- Vera Baeva (n. 1936), soprană
- Ghennadi Mesiaț (n. 1936), vicepreședintele al Academiei de Științe din Urali
- Vladimir Tretiakov (1936–2021), rector al Universității de Stat din Ural
- Aleksandr Demianenko (1937–1999), actor rus și sovietic de film și teatru
- Eduard Rossel (n. 1937), guvernorul Regiunii Sverdlovsk
- Nicolai Karpol (n. 1938), antrenorul echipei feminine de volei și a legendarului club de volei Uralocika (Уралочка)
- Vladislav Krapivin (1938–2020), scriitor
- Aleksandr Masleakov (1941–2024), prezentator de televiziune
- Arcadi Cernețki (n. 1950), primarul orașului
- Serghei Cepikov (n. 1967), campion olimpic
- Alexandr Popov (n. 1971), campion european, olimpic și mondial
- Serghei Svetlakov (n. 1977), om de comedie, dramaturg, scenarist, prezentator de televiziune
- Iulia Lipnițkaia (n. 1998), patinatoare artistică

## Locuri de atracție și monumente
Cel mai faimos reper istoric al orașului este Catedrala pe Sânge. Se află pe locul unde a fost situată Casa Ipatiev până în 1977, unde bolșevicii l-au ucis în noaptea de 16-17 iulie 1918, pe ultimul țar Nicolae al II-lea și familia sa. Acest loc a devenit un loc de pelerinaj pentru susținătorii monarhiei ruse.
În oraș există și alte clădiri valoroase din punct de vedere arhitectural, pe lângă clădirea cancelariei construită în 1739, mai multe catedrale în stil rusesc, dintre care cea mai cunoscută este Catedrala Înălțării Domnului (Vosnesenski sobor), construită în secolul al XIX-lea.
Primăria a fost construită în stilul clasicismului socialist, împreună cu clădirea universității și mai multe institute, precum și clădirea circului din anii 1980 și grandioasa clădire a Teatrului de Ooperă și Balet de la începutul secolului XX. De remarcat sunt și o serie de clădiri constructiviste, precum Hotelul Isseti și orașul cekist din spatele acestuia. Până când a fost demolat în 2018, un reper deosebit a fost turnul de televiziune neterminat, una dintre cele mai înalte structuri neterminate din lume.

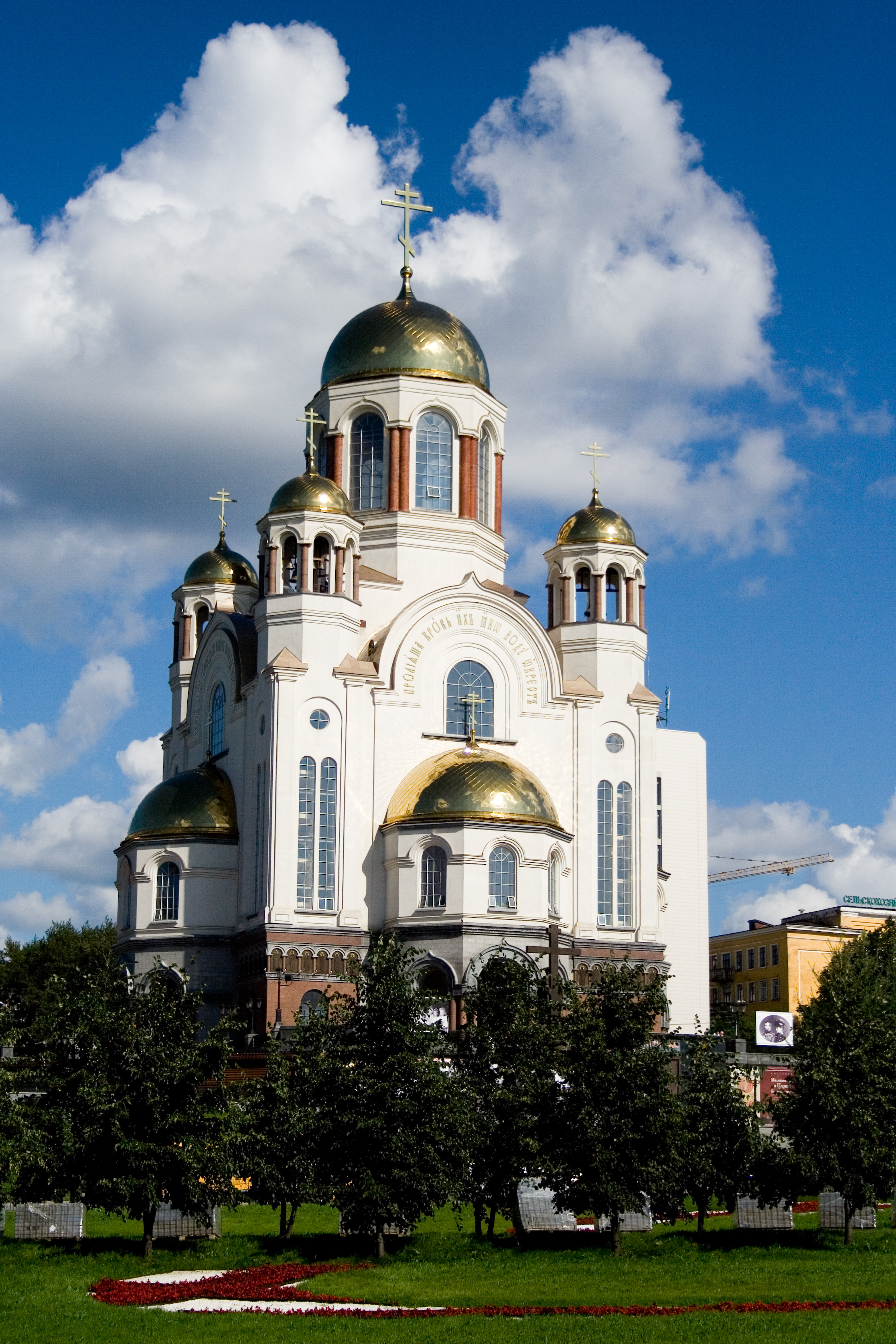
Catedrala pe Sânge
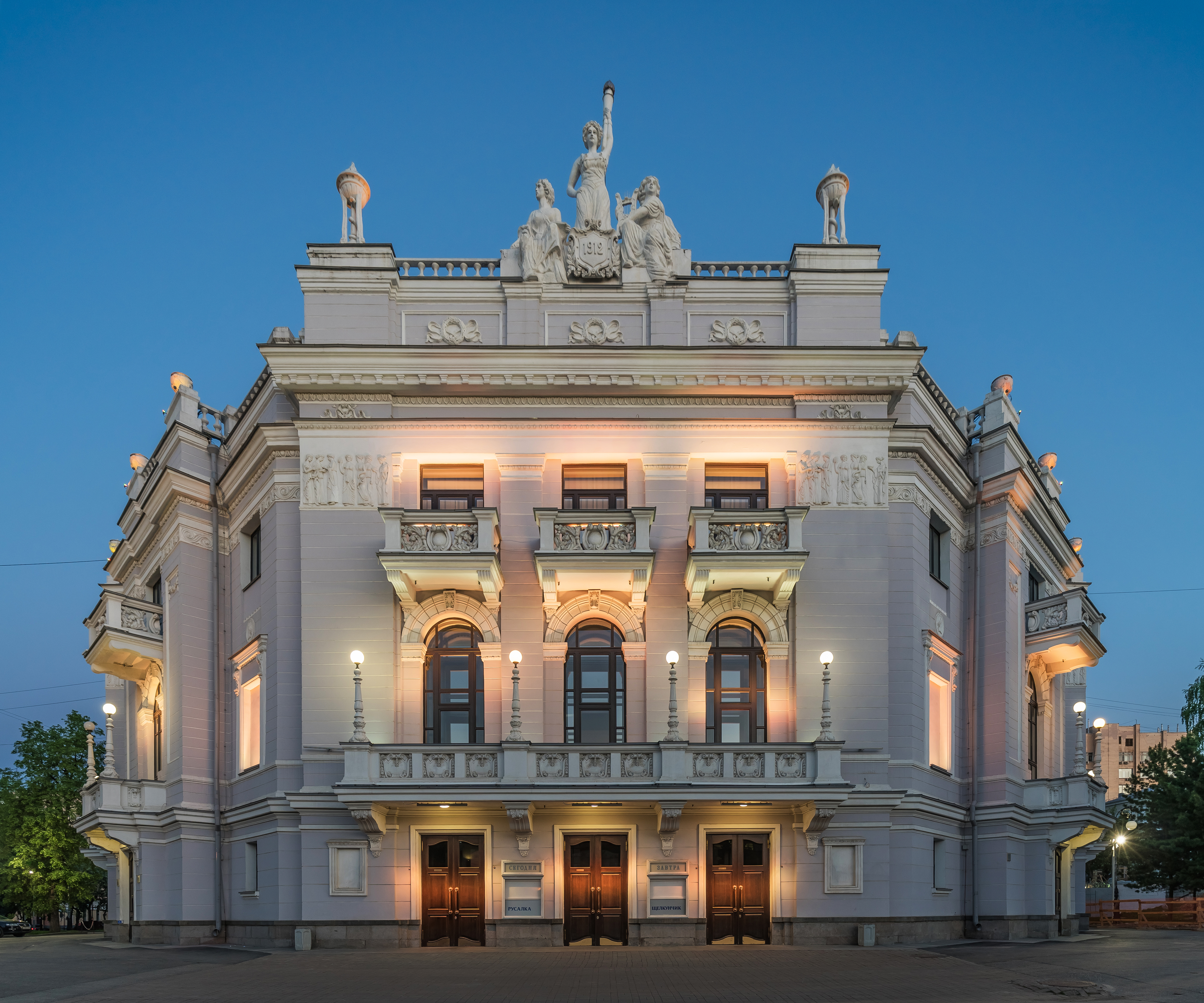
Teatrul de Operă și Balet
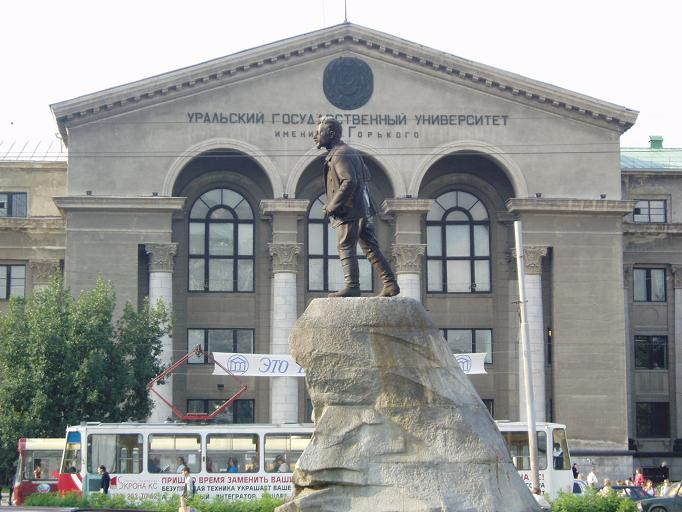
Statuia lui Sverdlov în fața universității Ural
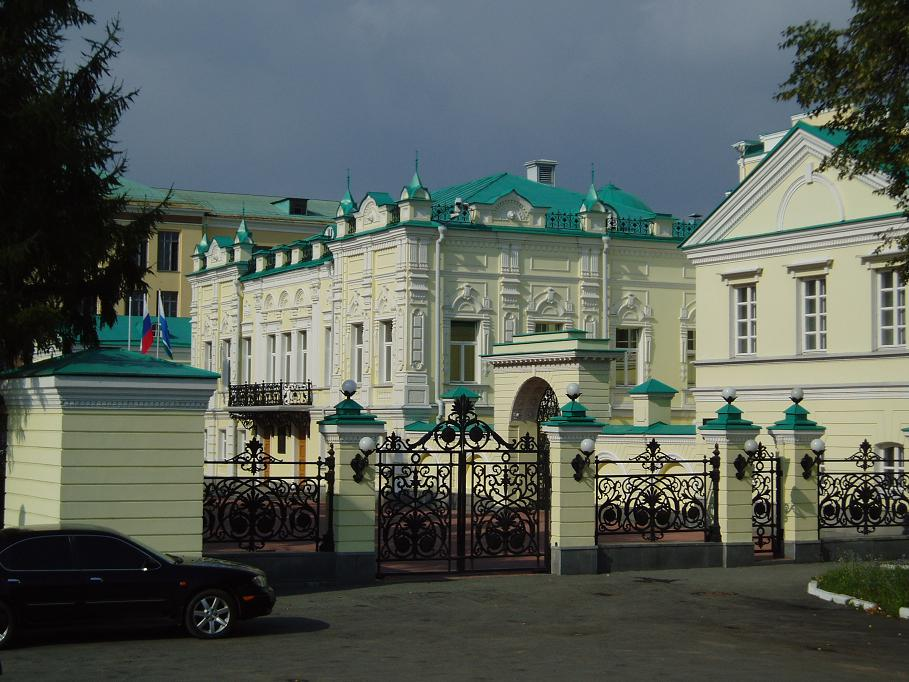
Palatul guvernatorului regiunii Sverdlovsk din Ekaterinburg
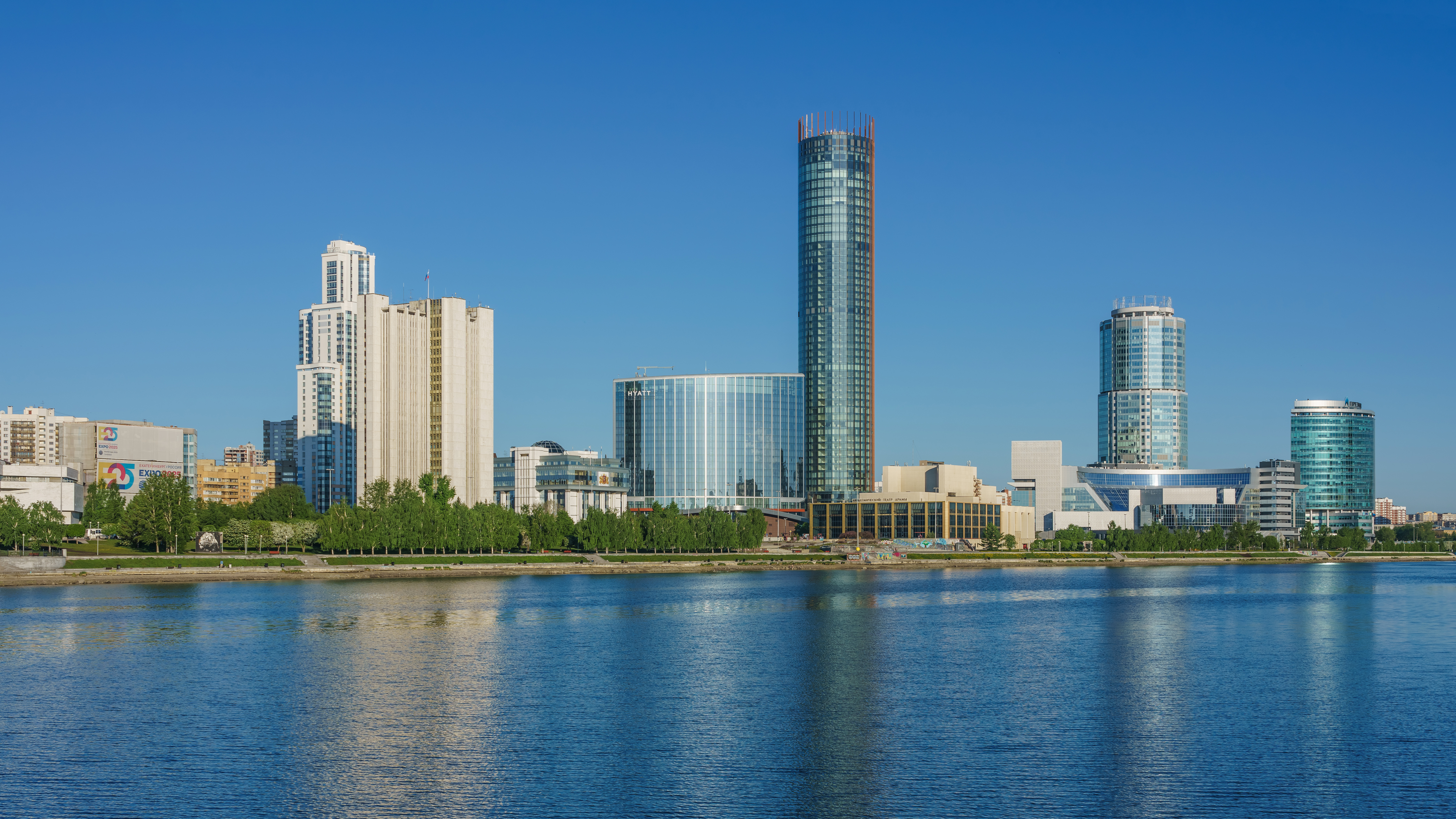
Zgârienori în oraș

## Evenimente celebre
În Ekaterinburg a fost asasinată familia imperială țaristă în 1918.

## Clima
| Date climatice pentru Yekaterinburg | Date climatice pentru Yekaterinburg | Date climatice pentru Yekaterinburg | Date climatice pentru Yekaterinburg | Date climatice pentru Yekaterinburg | Date climatice pentru Yekaterinburg | Date climatice pentru Yekaterinburg | Date climatice pentru Yekaterinburg | Date climatice pentru Yekaterinburg | Date climatice pentru Yekaterinburg | Date climatice pentru Yekaterinburg | Date climatice pentru Yekaterinburg | Date climatice pentru Yekaterinburg | Date climatice pentru Yekaterinburg |
| Luna                                | Ian                                 | Feb                                 | Mar                                 | Apr                                 | Mai                                 | Iun                                 | Iul                                 | Aug                                 | Sep                                 | Oct                                 | Nov                                 | Dec                                 | Anual                               |
| ----------------------------------- | ----------------------------------- | ----------------------------------- | ----------------------------------- | ----------------------------------- | ----------------------------------- | ----------------------------------- | ----------------------------------- | ----------------------------------- | ----------------------------------- | ----------------------------------- | ----------------------------------- | ----------------------------------- | ----------------------------------- |
| Maxima medie °C (°F)                | −9.1 (15,6)                         | −6.8 (19,8)                         | 1.0 (33,8)                          | 9.8 (49,6)                          | 17.4 (63,3)                         | 23.0 (73,4)                         | 24.4 (75,9)                         | 21.1 (70)                           | 14.5 (58,1)                         | 6.8 (44,2)                          | −2.8 (27)                           | −7.9 (17,8)                         | 7,6 (45,7)                          |
| Media zilnică °C (°F)               | −12.6 (9,3)                         | −11.1 (12)                          | −3.8 (25,2)                         | 4.3 (39,7)                          | 11.3 (52,3)                         | 17.1 (62,8)                         | 19.0 (66,2)                         | 15.9 (60,6)                         | 9.8 (49,6)                          | 3.4 (38,1)                          | −5.8 (21,6)                         | −11 (12,2)                          | 3,0 (37,4)                          |
| Minima medie °C (°F)                | −15.7 (3,7)                         | −14.5 (5,9)                         | −7.6 (18,3)                         | 0.0 (32)                            | 6.2 (43,2)                          | 12.1 (53,8)                         | 14.4 (57,9)                         | 11.9 (53,4)                         | 6.4 (43,5)                          | 0.7 (33,3)                          | −8.3 (17,1)                         | −13.7 (7,3)                         | −0,7 (30,7)                         |
| Minima istorică °C (°F)             | −44.6 (−48.3)                       | −42.4 (−44.3)                       | −39.2 (−38.6)                       | −21.8 (−7.2)                        | −13.5 (7,7)                         | −2.3 (27,9)                         | 1.5 (34,7)                          | −1 (30)                             | −9 (16)                             | −26.6 (−15.9)                       | −39.2 (−38.6)                       | −46.7 (−52.1)                       | −46,7 (−52,1)                       |
| Precipitații mm (inches)            | 26 (1.02)                           | 20 (0.79)                           | 20 (0.79)                           | 28 (1.1)                            | 50 (1.97)                           | 74 (2.91)                           | 89 (3.5)                            | 72 (2.83)                           | 58 (2.28)                           | 39 (1.54)                           | 33 (1.3)                            | 28 (1.1)                            | 537 (21,14)                         |
| Umiditate [%]                       | 79                                  | 75                                  | 68                                  | 60                                  | 57                                  | 63                                  | 68                                  | 73                                  | 75                                  | 75                                  | 78                                  | 79                                  | 71                                  |
| Nr. mediu de zile cu ninsoare       | 25                                  | 21                                  | 14                                  | 4                                   | 1                                   | 0                                   | 0                                   | 0                                   | 1                                   | 6                                   | 19                                  | 24                                  | 115                                 |
| Ore însorite                        | 46.5                                | 96.1                                | 164.3                               | 207.0                               | 257.3                               | 273.0                               | 269.7                               | 217.0                               | 144.0                               | 77.5                                | 51.0                                | 37.2                                | 1.840,6                             |
| Sursa nr. 1: pogoda.ru.net          |                                     |                                     |                                     |                                     |                                     |                                     |                                     |                                     |                                     |                                     |                                     |                                     |                                     |
| Sursa nr. 2:                        |                                     |                                     |                                     |                                     |                                     |                                     |                                     |                                     |                                     |                                     |                                     |                                     |                                     |